# 新加坡—塞爾維亞關係
新加坡－塞爾維亞關係，是指歷史上的新加坡和塞爾維亞（包括現在新加坡共和國與塞爾維亞共和國）之間的雙邊關係。

## 歷史
新加坡與塞爾維亞的關係，可追溯至1954年南斯拉夫與新加坡之間貨輪航線的開通。新加坡自治邦總理李光耀及後在1962年首訪南斯拉夫，並在該次訪問中會見了南斯拉夫總統約瑟普·布羅茲·鐵托。他其後在1971年和1975年兩度重訪南斯拉夫。
1965年10月5日，南斯拉夫聯邦執行委員會主席佩塔爾·斯坦鮑利奇向新加坡總理李光耀表示承認新加坡獨立，使其成為首批承認新加坡獨立的歐洲國家之一。兩國在1967年8月22日建交，而南斯拉夫首任駐新大使布第米·蘭卡則在1968年5月31日向新加坡總統尤索夫·伊薩遞交國書。1973年，南斯拉夫聯邦執行委員會主席傑馬爾·比耶迪奇首訪新加坡，並與新加坡總理李光耀發表聯合公報，加強兩國在雙邊和國際關係上的合作。
南斯拉夫曾在1975年在新加坡設立大使館，但在1982年因削減開支而關閉，目前，塞爾維亞駐印尼大使館兼轄含新加坡在內的東南亞大部分國家。2012年訪新的塞爾維亞外交部長武克·耶雷米奇成為南斯拉夫解體後塞爾維亞訪新的最高級別官員。

## 經貿關係
- 新加坡到塞爾維亞的出口貿易[11]
- 塞爾維亞到新加坡的出口貿易[12]

根據經濟複雜性研究中心（Observatory of Economic Complexity）網站上的數據，新加坡對塞爾維亞的出口額由2005年的約1800萬美元下跌至2010年的約800萬美元，其後數字反覆，直至2017年回升至逾1800萬美元。新加坡出口塞爾維亞的產品主要以機械為主。
在2011年以前，塞爾維亞對新加坡的出口額不足500萬美元，2009年開始上升，至2013年上升至約4000萬美元，但至2015年回落至約1500萬美元，2016年至2017年間的出口額則為約2000萬美元。塞爾維亞主要向新加坡出口礦產品及食品。

## 旅遊与签证

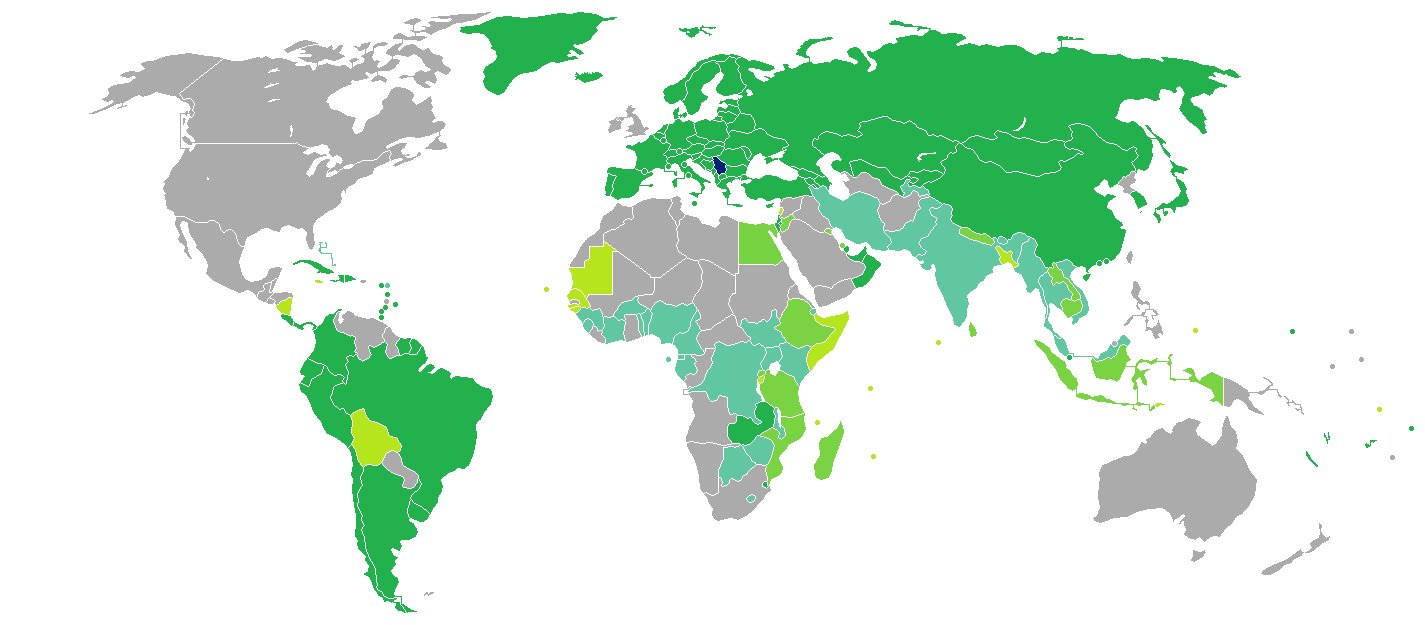
持塞爾維亞護照的塞爾維亞公民可以免簽證的方式入境新加坡。

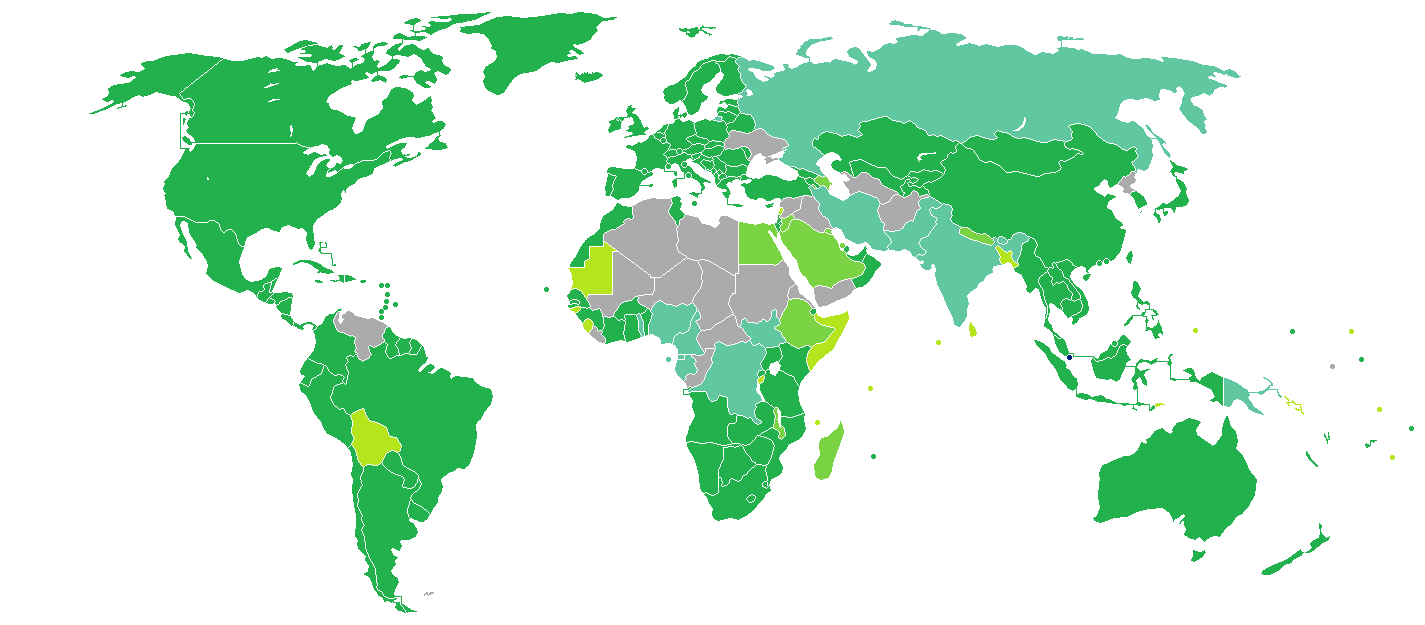
持新加坡護照的新加坡公民可以免签证的方式入境塞爾維亞。

1971年，新加坡和南斯拉夫簽訂《航空交通協議》。1974年，新加坡和南斯拉夫宣佈互免雙方公民的旅遊簽證。该协议亦由塞尔维亚继承，持塞爾維亞護照的塞爾維亞公民可以免签证入境新加坡，停留不超过30天。
持新加坡護照的新加坡公民可以免签证入境塞尔维亚，1年内可以停留90天。如访问科索沃也可以免签证入境90天。